# Shlomi Elkabetz
Shlomi Elkabetz (en hebreo:שלומי אלקבץ, Beersheba, 5 de diciembre de 1972) es un actor, guionista y director israelí.

## Biografía
Es el menor de cuatro hermanos. Su hermana era la también actriz y directora Ronit Elkabetz, con la que trabajó en varias películas. Sus padres eran judíos marroquíes emigrados a Israel. Su madre era peluquera y su padre empleado postal.
Durante siete años dio clases de arte dramático en Nueva York. 
Desde los 21 años vive entre Tel Aviv y París. Es abiertamente gay y vive con su pareja el actor Ofer Ein-Gal, con quien es padre de una niña llamada Renée.

## Filmografía

### Como director
- - Prendre femme (2004)
  - Siete días (2008)
  - Testimony (Edut) (2011)
  - El juicio de Viviane Amsalem (2014)

### Como actor
- - Prendre femme (2004)
  - Our Boys (2019) serie de TV.